# Мусун (Риу-Гранди-ду-Сул)
Мусун (порт. Muçum) — муниципалитет в Бразилии, входит в штат Риу-Гранди-ду-Сул. Составная часть мезорегиона Восточно-центральная часть штата Риу-Гранди-ду-Сул. Входит в экономико-статистический микрорегион Лажеаду-Эстрела. Население составляет 4630 человек на 2006 год. Занимает площадь 110,892 км². Плотность населения — 41,8 чел./км².

## История
Город основан 18 февраля 1959 года.

## Статистика
- Валовой внутренний продукт на 2003 составляет 47 606 796,00 реалов (данные: Бразильский институт географии и статистики).
- Валовой внутренний продукт на душу населения на 2003 составляет 10 183,27 реала (данные: Бразильский институт географии и статистики).
- Индекс развития человеческого потенциала на 2000 составляет 0,824 (данные: Программа развития ООН).

## География
Климат местности: субтропический.